# Kamasa tools
Kamasa Tools är ett svenskt varumärke vars huvudsakliga område är verktyg till fordonsmekaniker.

## Historia
Zygmundt Joseph Kamasa grundade Kamasa Tools 1968. Han hade i sitt företag sedan tidigare sålt verktyg från andra leverantörer men bestämde sig för att starta tillverkning av verktyg under varumärket Kamasa.
1977 köptes företaget och varumärket upp av KGK Knutsson AB efter att Zygmundt Joseph Kamasa ett år tidigare gått bort i hjärtattack.

## Företaget
Kamasa Tools är ett dotterbolag till KGK och har distributörer i nitton länder runt om i världen.

## Produkter
Kamasa Tools portfolio riktar sig mot fordonsmekaniker och innefattar handverktyg som blocknycklar, skiftnycklar, spärrskaft men även elverktyg och hydrauliska verktyg, exempelvis domkrafter.